# Michal Altrichter
Michal Altrichter SJ (19. června 1965 Čeladná nebo Kopřivnice) je český římskokatolický duchovní, teolog a člen řádu jezuitů. V současnosti působí jako vysokoškolský pedagog na Cyrilometodějské teologické fakultě Univerzity Palackého v Olomouci jako teolog, religionista, muzikolog, spisovatel a překladatel.

## Životopis
V letech 1980–1984 absolvoval gymnázium v Novém Jičíně. V letech 1985–1989 vystudoval Cyrilometodějskou teologickou fakultě v Litoměřicích, během studia v roce 1985 vstoupil tajně k jezuitům. 24. června 1989 přijal v katedrále sv. Václava v Olomouci z rukou biskupa Antonína Lišky kněžské svěcení. V letech 1990–1993 byl posluchačem filozofických přednášek Emericha Coretha na univerzitě v Innsbrucku. V roce 1993 napsal doktorskou disertační práci Francisco Suárez s ohledem na český region. V roce 1999 začal přednášet historickou filozofii a spiritualitu na teologické fakultě Univerzity Palackého v Olomouci, kde se roku 2004 habilitoval prací „Pneumatikós“ a „psýchikós“ ve spirituální teologii.
Na katedře pastorální a spirituální teologie vyučuje dosud. Po roce 2021 převážně již jako externista. Současně působil jako kaplan pro vysokoškolskou mládež. V roce 1996 pokračoval ve studiu teologie v Mnichově, Berlíně a Karlsruhe a v roce 1997 se zúčastnil studijního pobytu v Itálii, na nějž navázal v letech 1998–1989 interním studiem na Papežské Gregoriánské univerzitě v Římě, kde získal doktorát z teologie, když obhájil práci Religiozita Leoše Janáčka. Jeho obory jsou teologická antropologie, spiritualita a muzikologie.

## Činnost
Altrichter působil do června 2025 v olomouckém Centru Aletti. Je představeným olomoucké jednoty a farářem v kostele Panny Marie Sněžné v Olomouci. Ve svých přednáškách se opírá o Karla Rahnera, zejména o jeho dílo Posluchači slova. Často hostuje jako lektor v Curychu, Padově, Miláně, Frankfurtu nad Mohanem a Mnichově. Byl členem redakčního týmu časopisu Omega, redakční rady teologického sborníku a předsedou redakční rady nakladatelství Refugium, členem Akademického senátu Univerzity Palackého, člen vědecké rady, člen odborné rady pro praktickou teologii a české sekce Evropské společnosti katolických teologů a Mezinárodního sdružení Jesphil v Mnichově.

## Publikace
Altrichterova bibliografie čítá přes 130 titulů autorských, editorských a překladů. .